# Women's Korean Basketball League
De Women's Korean Basketball League (WKBL) (Hangul: 한국여자프로농구, hangug-yeojapeulonong-gu) is de professionele basketbalcompetitie voor vrouwen in Zuid-Korea. De oprichting van de competitie begon in 1997, de officiële start vond plaats in de zomer 1998.
Aanvankelijk werden twee competities per jaar gehouden, de winter- en zomercompetities. Sinds het seizoen 2007-08 wordt alleen een enkele competitie georganiseerd voor de eerste divisie, samen met een nieuwe tweede divisiecompetitie genaamd de Futures League.
In eerste instantie werd de competitie met vijf teams georganiseerd, maar sinds het oprichten van het basketbalteam door Kookmin Bank (nu BNK) in april 2000, wordt de competitie momenteel met zes teams gehouden.

## Aanloop tot oprichting
In de jaren 1960 beleefde het vrouwelijke basketbal in Korea zijn hoogtepunt, zowel in populariteit als niveau. Echter nam deze voorspoed een wending toen de onvervangbare Park Shin-ja de sport verliet. Naast het vertrek van hun superster werd de sport ook geteisterd door meerdere schandalen. Desondanks genoot het vrouwelijke basketbal tot in de vroege jaren 1980 meer populariteit dan het mannelijke basketbal. Dit veranderde echter toen het mannenteam goud won op de Aziatische Spelen 1982 in New Delhi.
Dit leidde tot inspanningen om het vrouwelijke basketbal te herstructureren. Dit begon met aanpassingen aan de competitiestructuur, die oorspronkelijk bestond uit 13 teams. Er ontstond ook het idee dat op zijn minst een semi-professionele competitie nodig was om de positie van het vrouwelijke basketbal te herstellen. Bedrijven en spelers waren echter niet zo gemotiveerd als in het mannenteam. In de jaren 1990 was het mannenteam buitengewoon populair, en bedrijven waren bereid te investeren in de sport, terwijl spelers hogere salarissen wilden. Dit gold niet voor het vrouwenteam. Hoewel er inspanningen werden geleverd, bleef de situatie onstabiel.
De Aziatische financiële crisis in 1997 had een zware impact op het vrouwelijke basketbal. Bedrijven en organisaties stopten met het financieren van teams, wat resulteerde in een afname van het aantal teams van 13 tot 7. Het vrouwelijke basketbal dreigde te verdwijnen, tenzij het nieuw leven werd ingeblazen door middel van professionalisering. Dit zorgde voor een gevoel van urgentie, en daarom werden de stappen naar de professionalisering van het vrouwelijke basketbal snel gezet.
In april 1997 werd het plan voor de oprichting van de Women's Korean Basketball League als een juridische entiteit gepubliceerd. In september 1997 riep voorzitter Choi Hyun-yeol van de Korean Basketball Association een vergadering bijeen met de teamleiders. Vier van de zeven teams (Samsung, Seonkyung, Hyundai en Shinsegae) stemden in met de oprichting van de Women's Korean Basketball League. In november 1997 gingen de vier teamleiders van de WKBL akkoord met de benoeming van voorzitter Choi Hyun-yeol van de Korean Basketball League tot voorzitter van de WKBL. In november 1998 kreeg de WKBL officiële goedkeuring van het Ministerie van Cultuur, Sport en Toerisme om te opereren als een rechtspersoon, en het juridische oprichtingsproces was voltooid.
De Zomercompetitie van de Women's Korean Basketball League in 1998, ook bekend als de Rapido Cup '98 Summer League, markeerde het eerste seizoen van de Women's Korean Basketball League. Het werd gehouden van 28 juli 1998 tot 18 augustus 1998 in Seoul, Uijeongbu, Samcheok, en Gwangju.

## Teams
| Team                         | Thuisstad                   | Opgericht | Titels |
| ---------------------------- | --------------------------- | --------- | ------ |
| Asan Woori Bank Woori Won    | Asan, Chungcheongnam-do     | 1958      | 12     |
| Bucheon Hana 1Q              | Bucheon, Gyeonggi-do        | 1998      | 4      |
| Busan BNK Sum                | Busan                       | 2000      | 1      |
| Cheongju KB Stars            | Cheongju, Chungcheongbuk-do | 1963      | 2      |
| Incheon Shinhan Bank S-Birds | Incheon                     | 1986      | 8      |
| Yongin Samsung Life Blueminx | Yongin, Gyeonggi-do         | 1977      | 6      |